# Disturbo di personalità passivo-aggressivo
Secondo la quarta revisione del Manuale diagnostico e statistico dei disturbi mentali (DSM-IV), il disturbo di personalità passivo-aggressivo era un disturbo che coinvolge un "modello pervasivo di atteggiamenti negativistici e resistenza passiva alle richieste di prestazioni adeguate" in una varietà di contesti.
Il comportamento passivo-aggressivo è il sintomo obbligatorio del disturbo di personalità passivo-aggressivo. Le persone con disturbo di personalità passivo-aggressivo sono caratterizzate da procrastinazione, ostruzionismo nascosto, inefficienza e testardaggine.

## Storia
Nella prima versione del Manuale Diagnostico e Statistico dei Disturbi Mentali, DSM-I, nel 1952, il Passivo-aggressivo era definito in modo ristretto, raggruppato insieme al passivo-dipendente.
Il DSM-III-R affermava nel 1987 che il disturbo passivo-aggressivo è caratterizzato, tra le altre cose, dal "non fare il bucato o rifornire la cucina di cibo a causa della procrastinazione e dell'inerzia".
L'attuale versione del Manuale diagnostico e statistico dei disturbi mentali non usa più questa denominazione e non è uno dei dieci disturbi di personalità specifici elencati.

## Eziologia
Il disturbo passivo-aggressivo può derivare da uno specifico stimolo infantile (p. e. genitori dipendenti da alcol o droghe, bullismo, abuso) in un ambiente in cui non è sicuro esprimere frustrazione o rabbia. Le famiglie in cui è vietata l'espressione onesta dei sentimenti tendono a insegnare ai bambini a reprimere e negare i propri sentimenti e ad utilizzare altri canali per esprimere la propria frustrazione. Ad esempio, se venissero inflitte punizioni fisiche e psicologiche ai bambini che esprimono rabbia, sarebbero inclini ad essere passivi-aggressivi.
I bambini che soffrono di ostilità possono avere difficoltà a essere assertivi, non sviluppando mai strategie o abilità di coping migliori per l'espressione di sé. Possono diventare adulti che, sotto una "patina seducente", nutrono "intenti vendicativi", nelle parole di Timothy F. Murphy e Loriann Oberlin. In alternativa, gli individui possono semplicemente avere difficoltà ad essere direttamente aggressivi o assertivi come gli altri. Martin Kantor suggerisce tre aree che contribuiscono alla rabbia passivo-aggressiva negli individui: conflitti su dipendenza, controllo e competizione; suggerisce inoltre che una persona può essere definita passivo-aggressiva se si comporta così con poche persone nella maggior parte delle occasioni.
Murphy e Oberlin vedono anche l'aggressività passiva come parte di un più ampio ombrello di rabbia nascosta derivante da dieci tratti del bambino o dell'adulto arrabbiato. Questi tratti includono la creazione della propria infelicità, l'incapacità di analizzare i problemi, incolpare gli altri, trasformare i sentimenti negativi in quelli arrabbiati, attaccare le persone, mancare di empatia, usare la rabbia per ottenere potere, confondere la rabbia con l'autostima e indulgere in discorsi negativi. Infine, gli autori sottolineano che chi nasconde la propria rabbia può essere gentile quando lo desidera.

## Diagnosi

### Diagnostic and Statistical Manual (DSM)
Con la pubblicazione del DSM-5, questa etichetta è stata ampiamente ignorata. L'etichetta diagnostica equivalente del DSM-5 sarebbe "Altra personalità specificata e disturbo di personalità non specificato", poiché l'individuo può soddisfare i criteri generali per un disturbo di personalità, ma non soddisfa i criteri diagnostici basati sui tratti per alcun disturbo di personalità specifico.
Il disturbo di personalità passivo-aggressivo è stato elencato come un disturbo di personalità di Asse II nel DSM-III-R, ma è stato spostato nel DSM-IV nell'Appendice B ("Criteri e assi forniti per ulteriori studi") a causa di controversie e della necessità per ulteriori ricerche su come classificare anche i comportamenti in una futura edizione. Secondo il DSM-IV, le persone con disturbo di personalità passivo-aggressivo sono "spesso apertamente ambivalenti, oscillando in modo indeciso da una linea di condotta al suo opposto. Possono seguire un percorso irregolare che causa infinite dispute con gli altri e delusione per se stessi". Caratteristica di queste persone è un "intenso conflitto tra la dipendenza dagli altri e il desiderio di autoaffermazione". Sebbene esibiscano una spavalderia superficiale, la loro autostima è spesso molto scarsa e gli altri reagiscono a loro con ostilità e negatività. Questa diagnosi non viene fatta se il comportamento si manifesta durante un episodio depressivo maggiore o può essere attribuito a un disturbo distimico.

### ICD-10
La decima revisione della Classificazione internazionale delle malattie (ICD-10) dell'Organizzazione mondiale della sanità (OMS) include il disturbo di personalità passivo-aggressivo nella rubrica "altri disturbi di personalità specifici" (descrizione: "un disturbo di personalità che non si adatta a nessuna delle specifiche rubriche: F60.0 – F60.7"). Il codice ICD-10 per "altri disturbi specifici della personalità" è F60.8. Per questa diagnosi psichiatrica una condizione deve soddisfare i criteri generali per il disturbo di personalità elencati sotto F60 nelle descrizioni cliniche e nelle linee guida diagnostiche.
I criteri generali per il disturbo di personalità includono comportamenti e atteggiamenti marcatamente disarmonici (che coinvolgono aree di funzionamento come affettività - capacità di sperimentare affetti: emozioni o sentimenti, modi di percepire e pensare, controllo degli impulsi, eccitazione, stile di relazione con gli altri), il modello di comportamento anormale (duraturo, di lunga data), il disagio personale e il modello di comportamento anormale devono essere chiaramente disadattivi e pervasivi. Il disturbo della personalità deve comparire durante l'infanzia o l'adolescenza e continuare fino all'età adulta.
I criteri diagnostici specifici del disturbo di personalità passivo-aggressivo non sono presentati nei "Criteri diagnostici per la ricerca" dell'OMS.

### Sottotipi di Millon
Lo psicologo Theodore Millon ha proposto quattro sottotipi di "negativista" ("passivo-aggressivo"). Qualsiasi individuo negativista può mostrare nessuno o uno dei seguenti: 
| Sottotipo                 | Descrizione                                          | Tratti della personalità |
| ------------------------- | ---------------------------------------------------- | --- |
| Negativista vacillante    | Comprese le caratteristiche borderline               | Le emozioni fluttuano in modi sconcertanti ed enigmatici; difficile da scandagliare o comprendere i propri stati d'animo capricciosi e mistificanti; ondeggia, in flusso e irresoluto sia soggettivamente che intrapsichicamente. |
| Negativista insoddisfatto | Comprese le caratteristiche depressive               | Brontolante, meschino, irritabile, amareggiato, lamentoso, irritato e lunatico; si lamenta dietro la finzione; evita il confronto; utilizza reclami legittimi ma banali.                                                          |
| Negativista tortuoso      | Comprese le caratteristiche antisociali e dipendenti | Opposizione mostrata in modo indiretto, labirintico e ambiguo, ad es. procrastinazione, indugio, dimenticanza, inefficienza, abbandono, testardaggine, indiretta e subdola nello sfogare risentimento e comportamenti resistenti. |
| Negativista abrasivo      | Comprese le caratteristiche sadiche                  | Controverso, intransigente, irritabile e litigioso; caustico, degradante, corrosivo e aspro, contraddice e deroga; pochi scrupoli e poca coscienza o rimorso. (non più una diagnosi valida nel DSM)                               |

## Terapia
Lo psichiatra Kantor suggerisce un approccio terapeutico che utilizza metodi terapeutici psicodinamici, di supporto, cognitivi, comportamentali e interpersonali. Questi metodi si applicano sia alla persona passivo-aggressiva che alla vittima bersaglio.